# Осада Петры (550—551)
Осада Петры — одно из сражений ирано-византийской войны 540—562 гг., проходившее с лета 550 по март или апрель 551 года. Прокопий Кесарийский подробно описал осаду в своей «Войне с персами».

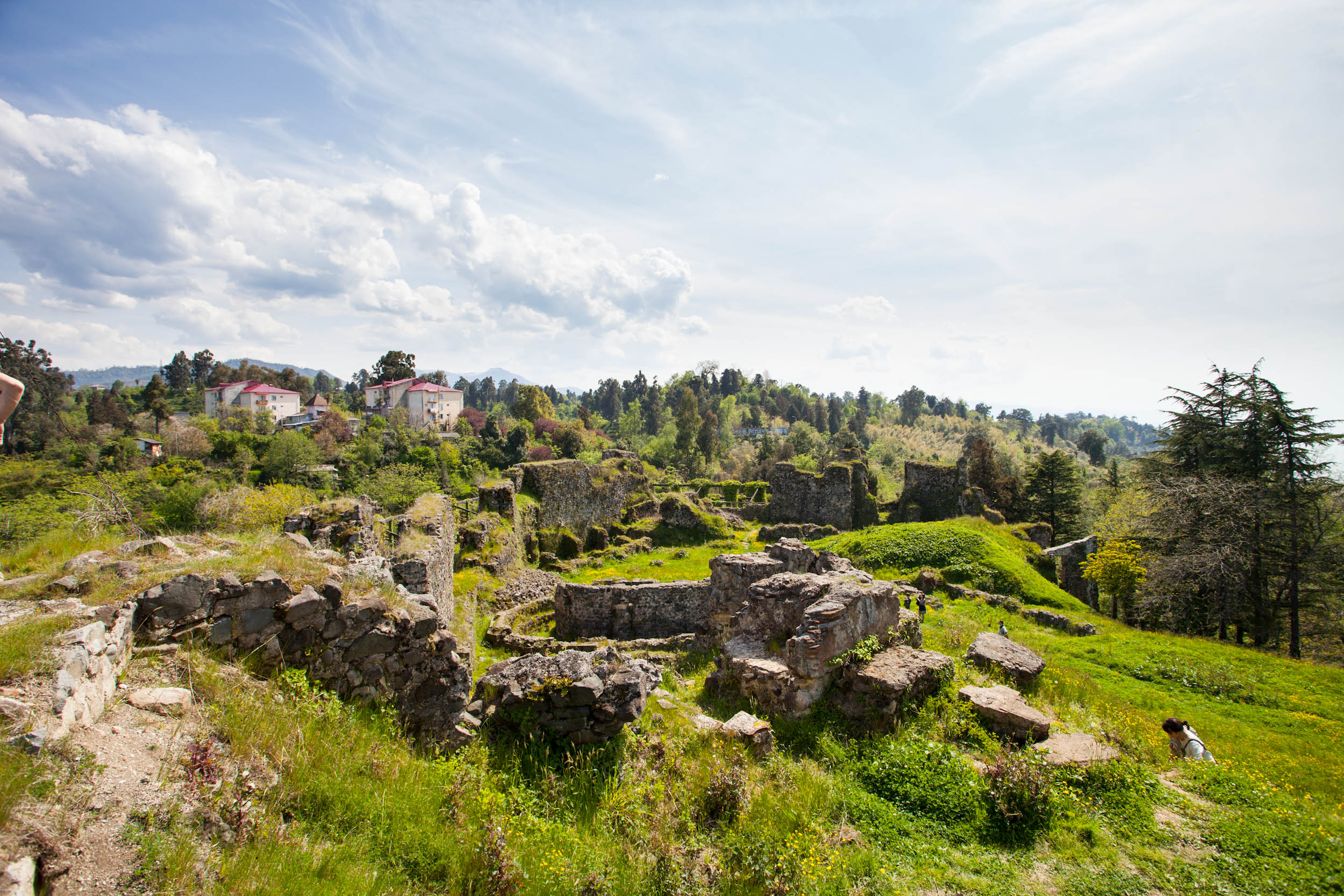
Стены крепости Петра сегодня

## Предыстория
В 549 году иранский полководец Михр-Михрой заставил византийцев снять первую осаду Петры. Были восстановлены поврежденные стены и в крепости размещен гарнизон из 3000 свежих солдат. Гарнизон был очень хорошо снабжен оружием и продовольствием, а также получал воду через скрытые трубы акведука. В свою очередь, в 550 году византийский император Юстиниан I отправил в Лазику дополнительные подкрепления и назначил нового командующего стратига Вессаса. 

## Ход осады
Вессас начал осаду Петры с армией в 6000 человек и сразу же столкнулся с проблемами. Подкоп оказался неэффективным из-за укрепления персами ранее повреждённой стены балками. Из-за большого уклона местности было трудно использовать колёсный таран. К тому же сасанидский гарнизон установил на стене заранее сделанную деревянную «башню», а оттуда бросали горшки, наполненные смесью серы, смолы и нефти (состав, называемый «маслом Медеи») и подожжённые, на крышу таранов. Савирские вожди случайно заметили проблему и порекомендовали ромеям использовать более лёгкий тип тарана, переносимый вручную. Тяжеловооруженные саперы, оснащенные длинными шестами с крюками, стали сопровождать каждый таран и сбрасывать ослабленную каменную кладку. 
Вскоре часть крепостных стен была пробита таранами, и Вессас повёл своих солдат с лестницами на штурм. Завязалась ожесточенная схватка, во время которой рухнула вторая часть стены. Византийцы постепенно одерживали верх из-за своего численного превосходства. Подувший сильный южный ветер поджег деревянную башню, и она рухнула вместе с защитниками. Это вызвало замешательство среди персов и переломило ход сражения. Сопротивление сасанидов рухнуло, и византийцы сумели прорваться в крепость. 500 уцелевших защитников отступили в цитадель. На следующий день после безуспешных попыток переговоров о сдаче, ромеи забросали зажигательными снарядами цитадель, надеясь, что персы сдадутся, но они решили погибнуть в огне.

## Результаты
Петра пала в марте или апреле 550 года. Было захвачено большое количество сасанидских припасов и материалов, что показало важность этой крепости для Ирана. Затем Вессас сравнял стены Петры с землей, что было одобрено императором Юстинианом.